# Espiral de quatro centros

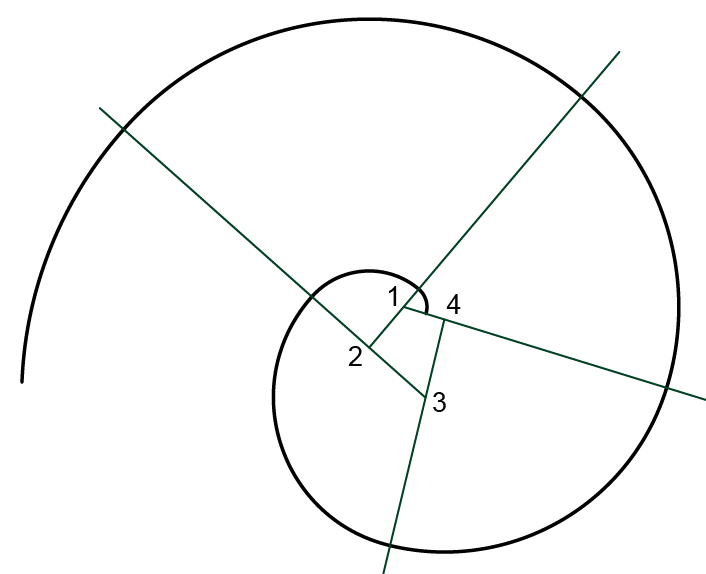
Falsa espiral de três centros levogira

A Espiral de quatro centros é uma curva aberta e infinita, considerada uma falsa espiral, pois seu traçado é feito com o compasso, que varia o ponto de apoio entre quatro centros distintos. A abertura do compasso sempre parte do ponto final do traçado imediatamente anterior. Os pontos centrais determinam um polígono de quatro lados, sem a necessidade de o mesmo ser regular, podendo ainda o ponto inicial da curva estar fora de um dos centros.